# Бедфорд-авеню — Ностранд-авеню (линия Кросстаун, Ай-эн-ди)
|   |   |   |   |   |   |   |
| · | · | · | · | · | · | · |

|   |   |   |   |   |   |   |
| · | · | · | · | · | · | · |

«Бедфорд-авеню — Ностранд-авеню» (англ. Bedford–Nostrand Avenues) — станция Нью-Йоркского метрополитена, расположенная на линии Кросстаун, Ай-эн-ди. Находится на Лафайет-авеню между Ностранд-авеню и Бедфорд-авеню в округе Бедфорд — Стайвесант, Бруклин. На станции останавливается маршрут G (круглосуточно).

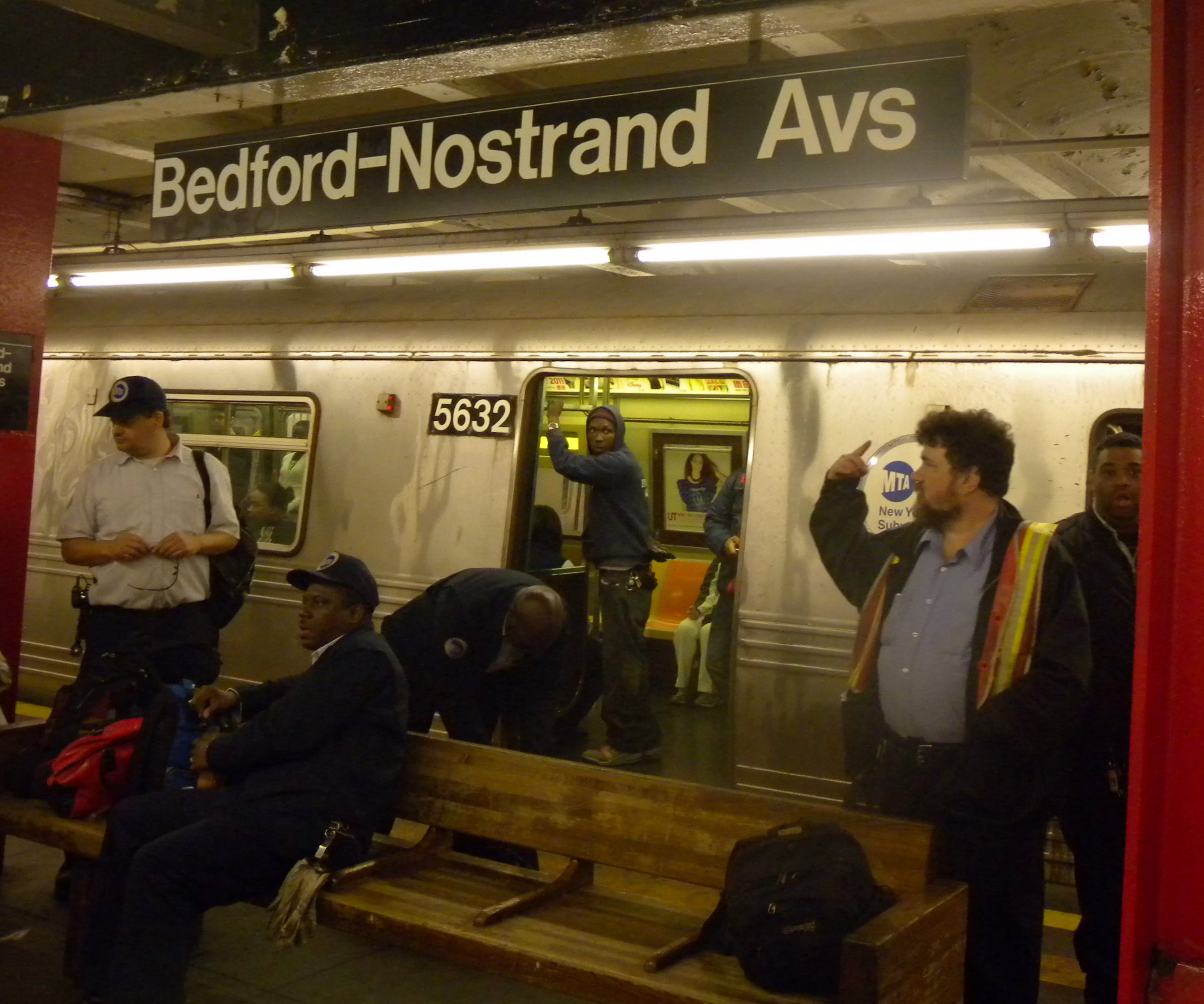
Поезд на платформе южного направления.

Станция была открыта 1 июля 1937 года. Представлена двумя островными платформами и тремя путями. Средний путь был построен для так и не реализованного расширения IND в 1929—1940 годах и обычно не используется для движения поездов. Этот путь должен был стать частью линии, идущей на восток вдоль Лафайет-авеню и Стэнхоуп-стрит до пересечения с линией Мертл-авеню на станции Сентрал-авеню, формируя четыре пути. Северо-восточнее станции центральный путь разделяется на два пути, уходит под внешние пути, прежде чем они повернут на север, и под Марси-авеню заканчивается тупиками. Юго-западнее станции центральный путь имеет съезды на внешние пути, а далее заканчивается тупиком. Путевые стены покрыты белой плиткой с типичной для этой линии тёмно-зелёной декоративной линией. Также имеются мозаики с полным названием станции. Под декоративной линией есть маленькие чёрные мозаики с половиной названия станции. Мозаики, на которых написано «BEDFORD», чередуются с мозаиками «NOSTRAND». Обе мозаики выполнены белыми буквами на чёрном фоне. Балочные колонны станции окрашены в красный цвет, и на них также имеется название станции в виде чёрных табличек.

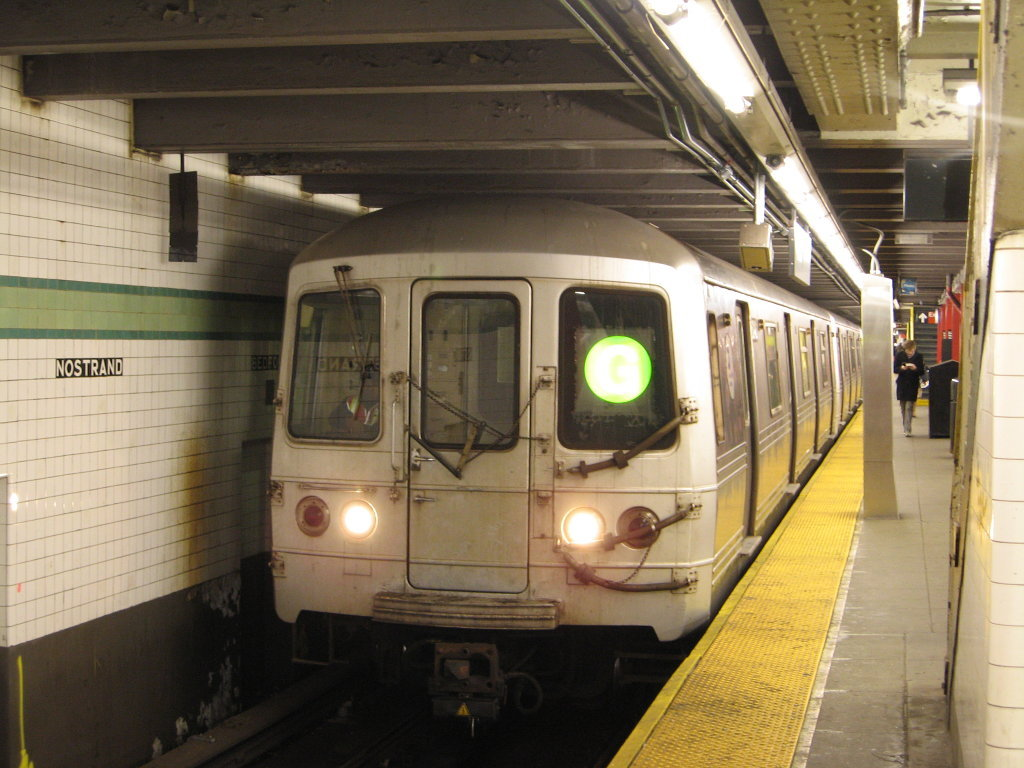
Поезд на станции

Над станцией находится мезонин во всю её длину. С платформами мезонин соединён двумя лестницами и соединяет два выхода. Первый круглосуточный выход расположен в северном (географически — восточном) конце мезонина и представляет собой турникеты и четыре лестницы во все углы перекрёстка Ностранд-авеню и Лафайет-авеню. Второй выход расположен в южном (географически — западном) конце и состоит из полноростовых турникетов и двух лестниц в восточные углы перекрёстка Бедфорд-авеню и Лафайет-авеню. В этом же конце имеется короткий коридор, закрытый железной дверью. Он ведёт к двум закрытым лестницам в западные углы вышеупомянутого перекрёстка.